# Al Herman
Gerald Herman (15 de março de 1927 — 18 de junho de 1960) foi um automobilista norte-americano que esteve em oito (cinco) 500 Milhas de Indianápolis, quando a prova contava pontos para o Mundial de Pilotos da Fórmula 1 de 1950 até 1960: 1953 (não se qualificou), 1954 (não se qualificou), 1955, 1956, 1957, 1958 (não se qualificou), 1959 e 1960. Seu melhor resultado em 500 Milhas de Indianápolis foi o 7º lugar em 1955.
Al Hermann faleceu vítima de um acidente enquanto disputava uma corrida de midget car no circuito de West Haven, em junho de 1960.